# 郎心似铁 (1951年电影)
《郎心似铁》（英語：A Place in the Sun）是一部1951年美国悲剧电影，改编自西奥多·德莱塞1925年小说《美国的悲剧》，以及1926年根据该小说创作的同名舞台剧。影片讲述了一位工人阶级青年与两位女性的纠葛：一位是他富有叔叔工厂的女工，另一位是美丽的名媛。在此之前，该小说曾于1931年被改编为电影《美国的悲剧》。这些作品均受到1906年格蕾丝·布朗谋杀案的启发——该案中，切斯特·吉列特被定罪并于1908年以电椅处决。
影片由乔治·史蒂文斯执导，剧本由哈里·布朗与迈克尔·威尔逊撰写，主演为蒙哥马利·克利夫特、伊丽莎白·泰勒与雪莉·温特斯，配角包括安妮·里维尔与雷蒙德·布尔。布尔的表演给电视制片人盖尔·帕特里克留下深刻印象，后来促使她将布尔选为佩里·梅森的扮演者。
本片获得了评论界和票房的双重成功，荣获六项奥斯卡奖，并获得首届金球獎最佳戲劇類影片。该片有时被认为是最伟大的美国电影列表之一。1991年，该片被美国国会图书馆选入國家影片登記表，因其在“文化、历史或美学上具有重要意义”。

## 剧情
1950年，乔治·伊斯特曼是工业巨头查尔斯·伊斯特曼的穷侄子，获得在叔叔工厂工作的机会。尽管违反公司规定，他还是秘密与女工爱丽丝·特里普交往。爱丽丝相信乔治·伊斯特曼的姓氏能带来好处。乔治受邀参加查尔斯举办的社交活动，在那里遇到名媛安吉拉·维克斯，两人相互吸引并坠入爱河。正当乔治沉醉于与安吉拉带来的全新生活时，爱丽丝宣布自己怀孕了，并因无法堕胎而希望乔治娶她。乔治敷衍她的要求，继续在爱丽丝不知情的情况下与安吉拉约会。乔治受邀在劳动节期间前往安吉拉的家族湖畔别墅，并告诉爱丽丝此行有助于他的事业。爱丽丝从报纸照片中看到乔治与安吉拉和朋友们划船，发现乔治撒谎，愤怒地打电话威胁乔治若不回来就要亲自上门揭穿。
乔治谎称母亲生病需离开。第二天早上，乔治带爱丽丝去市政厅登记结婚，但因劳动节关闭。乔治暗自松了口气，并想到爱丽丝不会游泳，开始策划在湖中伪装事故将其溺死。爱丽丝毫不知情地同意。抵达湖边后，乔治将车伪装为抛锚，并用假名租下划艇。湖上，爱丽丝畅想他们与孩子的幸福未来。乔治似乎动了恻隐之心，爱丽丝站起时船翻落水并溺亡。
乔治游回岸边并遇到露营者表现可疑，最终驾车返回维克斯家的别墅。他未报告事故，爱丽丝尸体被发现，警方怀疑为谋杀。正当安吉拉父亲同意两人婚事时，乔治被捕。其前后的可疑行为成为不利证据。尽管他否认犯案，仍被判谋杀罪成立，判处电椅死刑。临刑前，一位牧师指出虽然乔治没直接下手，但因心里惦记安吉拉而未施救，从内心来说就是谋杀。安吉拉来监狱探望乔治，表示将永远爱他。乔治随后缓步走向行刑室。